# Himalayagrünfink
Der Himalayagrünfink (Chloris spinoides, Syn.: Carduelis spinoides), auch Himalayagrünling, seltener Himalayazeisig oder Zeisiggrünling genannt, ist eine Art aus der Unterfamilie der Stieglitzartigen. Die Art kommt ausschließlich in Asien vor.

## Erscheinungsbild
Der Himalayagrünfink erreicht eine Körperlänge von dreizehn Zentimetern. Er ist damit insgesamt etwas kleiner und schlanker als der in Mitteleuropa vorkommende Grünfink. Ein Geschlechtsdimorphismus ist vorhanden.
Die Männchen des Himalayagrünfinken haben einen schwarzen Oberkopf, schwarze Ohrflecken und einen schwarzen Bartstreif. Auch die Stirn ist bis zum Nacken schwarz gefiedert. Der Überaugstreif ist leuchtend gelb. Auch die Ohrflecken sind gelb umrundet. Kinn und Kehle sind gleichfalls gelb gefiedert. Der Rücken ist grünlich schwarz. Der Bürzel sowie die Oberschwanzdecken sind gelblich. Die Flügeldecken und Schwingen sind schwarz. Es verlaufen über sie jedoch zwei breite gelbe Bänder. Die Handschwingen haben einen gelben Spiegel. Die Körperunterseite ist bräunlich gelb. Die Bauchmitte und die Unterschwanzdecken sind weißlich.
Das Weibchen ähnelt dem Männchen, ist insgesamt jedoch etwas matter gefärbt. Die Körperpartien, die beim Männchen schwarz sind, sind bei ihr braunschwarz bis braun. Jungvögel sind nochmals blasser und weisen eine dunkle Streifung auf.

## Verbreitungsgebiet und Lebensweise

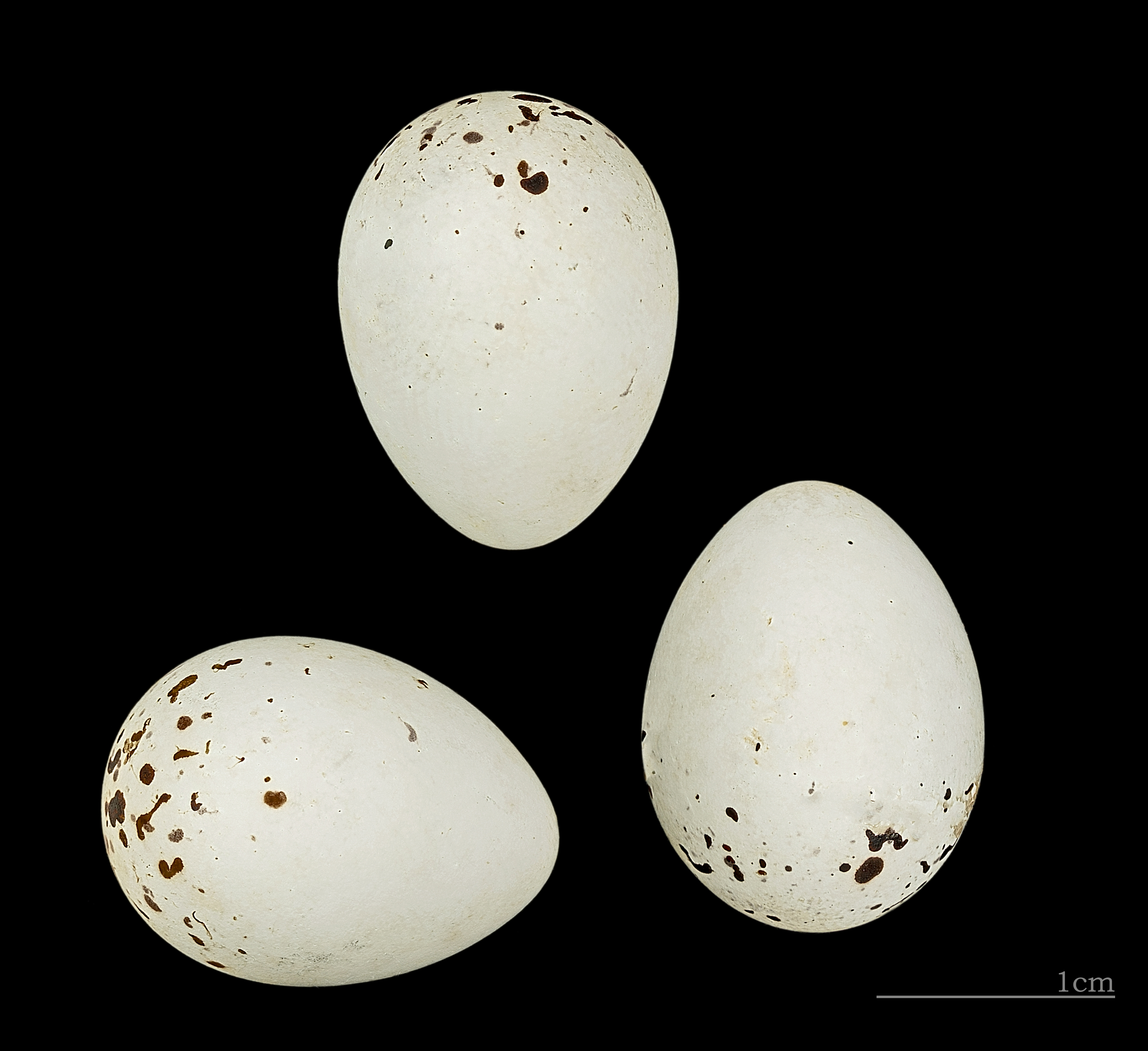
Himalayagrünfink

Das Verbreitungsgebiet des Himalayagrünfinken ist der Himalaya von Pakistan über Manipur bis in den Westen von Myanmar. Die Art kommt überwiegend in Höhenlagen zwischen 1.200 und 4.000 Meter über NN vor. Der Himalayagrünling erreicht dabei während des Sommerhalbjahrs die Baumgrenze. Im Winterhalbjahr zieht er in niedrigere Lagen. Der Lebensraum sind lichte Waldgebiete, Wald- und Wegränder sowie Plantagen und Gärten.
Das Nest wird in einer Höhe von zwei bis fünf Metern über dem Erdboden errichtet. Es brütet nur das Weibchen. Das Gelege besteht aus drei bis sechs blass-blauen Eiern, die braune bis violette Flecken und Kritzel aufweisen. Die Brutdauer beträgt dreizehn bis vierzehn Tage. An der Aufzucht beteiligt sich auch der männliche Elternvogel. Die Jungen sind nach siebzehn Tagen flügge und nach weiteren zwei bis drei Wochen selbständig.

## Haltung in menschlicher Obhut
Der Himalayagrünfink hat in Europa eine verhältnismäßig lange Tradition als Ziervogel. Er wurde bereits gegen Ende des 19. Jahrhunderts eingeführt. Seit den 1960er Jahren kommt er häufiger in den Handel.

## Systematik
Die Grünfinken wurden lange Zeit in die Gattung Carduelis eingeordnet. Aufgrund phylogenetischer Untersuchungen aus dem Jahr 2012 wurde dieses Taxon allerdings in eine größere Anzahl von Gattungen aufgegliedert. Seither werden der Grünfink und die mit ihm nahe verwandten Grünling-Arten in der Gattung Chloris geführt.
Die nah verwandten Arten der Gattung Chloris sind:
- der Schwarzkopf-Grünfink (Chloris ambigua)
- der Europäische Grünfink (Chloris chloris)
- der Chinagrünfink (Chloris sinica)
- der Vietnamesische Grünfink (Chloris monguilloti)

## Belege

### Weblink
- Chloris spinoides in der Roten Liste gefährdeter Arten der IUCN 2017.3. Eingestellt von: BirdLife International, 2012. Abgerufen am 25. Januar 2018.